# Alberto Castaño Luis
Alberto Castaño Luis (Palencia, 25 d'octubre de 1989), conegut futbolísticament amb el nom de Canario, és un futbolista castellà que actualment milita a l'Atlètic Balears. Es tracta d'un extrem elèctric i hàbil amb la pilota, amb poca capacitat golejadora però sacrificat en tasques defensives.
Es va formar a les categories inferiors del CF Palencia, on va debutar l'any 2009, quan l'equip jugava a Segona Divisió B. També va debutar en Copa del Rei el mateix 2009. Dues temporades més tard el club va descendir a Tercera, i la temporada 2012/13 gairebé no va començar per Canario, atès que va rebre autorització per partir del club per la situació econòmica; més tard, el club fou expulsat de la competició i va desaparèixer. Canario va fitxar pel CD Cristo Atlético de Tercera, de la mateixa ciutat de Palència, però el gener de 2013 va canviar d'equip en fitxar-lo l'Espanyol B.
Va estar a l'Espanyol B fins a l'estiu de 2014, i la temporada 2014/15 va jugar amb el CE l'Hospitalet. La temporada 2015/16 va fitxar pel Sestao River i l'estiu de 2016 va fitxar pel CD Ebro de Saragossa. El gener de 2017, mig any després d'haver fitxat per l'Ebro, va fitxar pel CD Toledo, on va estar fins a final de curs i va signar per una temporada més. Tot plegat en equips de Segona B.
Però el gener de 2018 va rebre oferta de l'Atlètic Balears, un club potent a la categoria que havia tengut uns resultats esportius molt dolents i havia d'evitar el descens. Canario va acceptar l'oferta i va contribuir a salvar la categoria dins el projecte de l'entrenador Manix Mandiola. La temporada 2018/19 fou molt més positiva, i Canario va ser un dels pilars de l'equip que va assolir el campionat del grup 3 i va estar a les portes de l'ascens a Segona A. L'estiu de 2019 va ser dels pocs que renovaren el contracte, però a l'agost va patir una lesió del lligament creuat amb previsió de no tornar fins a l'hivern. Arribat el mercat d'hivern i atès que Canario no s'havia recuperat com s'esperava, però conscients de l'estimació de l'afició envers el jugador, el club va decidir donar-lo de baixa per la temporada però renovar-lo per una temporada més, fins a l'estiu de 2021.
Després d'un bon final de temporada, el club i el jugador acordaren renovar el contracte fins a 2023.